# Czaban
Czaban, caban (tur. çoban, rum. cioban, rus. чабан) – nazwa pasterza owiec lub wołów w Rumunii, Mołdawii, na Węgrzech oraz w części Ukrainy, a także u ludów Kaukazu i Azji Środkowej.

## Tradycja czabanów
Sporo słów opisujących życie czabanów pochodzi z języków tureckich i zostało rozpowszechnione za pośrednictwem języka wołoskiego, co jest odbiciem średniowiecznych migracji ludności.
Narzędzia czabana:
- girłyga – długi kij z haczykiem na końcu, służący do chwytania owiec za nogi,
- hajtan – pas z wiszącą kieszenią, czyli zamanem, w którym były szczypce zwane dżermelą,
- róg na dziegieć i siarczan miedzi używane do dezynfekcji oraz nóż. Typowymi atrybutami czabana była fujarka albo piszczałka[potrzebny przypis].

Dawniej czabanowie spędzali czas w stepie – na słońcu albo zimą w kureniu, doglądając owiec i chroniąc się przed śniegiem i wilkami.
Na jedną otarę z 1000–1500 owiec zwykle powinien być jeden łyczman (karbowy), dwóch czabanów, jeden horbaczy (woźnica arb).
Na skutek upadku pasterstwa czabanowie zaczynają zanikać. Ze strony folklorystycznej profesja czabanów jest mało zbadana.
W dawnej Polsce czabanami nazywano barany wołoskie oraz woły podolskie. Kluk, opisując zwierzęta domowe i dzikie (rok 1779), powiada, że „są u nas dwojakie owce, pospolite i cabanki, ostatnie nieco są większe i dłuższą i lepszą wełnę mają”.
W Rumunii gwiazdozbiór Lutni nazywany jest czabanem z owcami (rum. ciobanul-cu-oile). Wega jest czabanem, a pozostałe cztery gwiazdy owcami. Nazwa ta najczęściej spotykana jest w okolicy Braszowa.

## Czabanowie w Chrzanowie i okolicach
Według tradycji ustnej od XIII wieku Chrzanów i okoliczne miejscowości (np. Żarki) zamieszkiwała ludność napływowa zajmująca się pasterstwem i hodowlą bydła, nazywana czabanami. Wywodziła ona swoje pochodzenie od pasterzy (czabanów), którzy przybyli na ziemie Małopolski wraz z najazdem Mongołów w 1241 roku. Społeczność ta z czasem przyjęła osiadły tryb życia i zasymilowała się z Polakami. Zachowała jednak do XX wieku pewne tradycje i utrzymywała własną odrębność kulturową.
Samo słowo „caban”, czy też „czaban” pochodzi od koczowników-pasterzy z Kazachstanu, Kirgizji, Mongolii. Czaban, czy też caban nadal funkcjonuje w tych krajach i określa wolnego pasterza, pasterza-koczownika.
Cabani/czabanowie byli pasterzami, którzy pilnowali trzody potrzebnej do wyżywienia ordy mongolskiej. Gdy w grudniu 1241 roku zmarł wielki chan Ugedej, co skłoniło Batu-chana do odwrotu i wojska wycofały się z Polski, część pasterzy pozostała na ziemiach podbijanych. Z czasem zostali właścicielami stad bydła. Część z nich osiedliła się właśnie w Chrzanowie i przyjęła polskie nazwiska.
Żartobliwie, chrzanowianie to koczownicy w daleki sposób wywodzący się ze stepów Azji średniej.
Ze społeczności czabanów wywodzą się znane chrzanowskie rody, m.in. Balisiowie, Bulińscy, Dulowscy, Oczkowscy, Palkowie, Wartalscy.
Obecnie cabanami nazywa się często humorystycznie wszystkich mieszkańców Chrzanowa, a za najbardziej znaną regionalną potrawę uchodzą ziemniaki po cabańsku.